# Erased Tapes Records
Erased Tapes Records – brytyjska niezależna wytwórnia płytowa, założona w 2007 roku przez urodzonego w Niemczech Roberta Rathsa (znanego też jako  ghostworker), specjalizująca się w muzyce awangardowej i elektronicznej.

## Historia i profil
Robert Raths dorastał wśród kolekcji płyt winylowych moich rodziców i z walkmanem na szyi. Od najmłodszych lat był zafascynowany brzmieniem fortepianu i smyczków oraz muzyką Stockhausena, Kraftwerk, Milesa Davisa i Jimiego Hendrixa. W 1999 roku, tuż po ukończeniu studiów o specjalności sztuki piękne i architektura, został zatrudniony przez dużą telewizję muzyczną do zaprojektowania jej zestawów studyjnych. Interesował się przeciwieństwami pomiędzy tradycją a współczesnością, elektroniką a akustyką, muzyką pop a muzyką klasyczną oraz cyfrowym a analogowym systemem zapisu dźwięku.
W 2004 roku przeprowadził się do Londynu, by studiować architekturę, a zwłaszcza design i akustykę przestrzeni. W 2007 roku założył wytwórnię Erased Tapes Records, specjalizującą się w muzyce awangardowej, ambientowej elektronice i nowoczesnej kompozycji klasycznej. Wśród pierwszych artystów, z którymi Erased Tapes podpisała kontrakty, byli: Peter Broderick, Ólafur Arnalds i Rival Consoles. W kolejnych latach doszli: Douglas Dare, Nils Frahm i Masayoshi Fujita. W wywiadzie dla magazynu Drowned in Sound Raths stwierdził: „nie wierzę w takie działania jak «łowienie talentów». Relacja w pracy, tak jak każda inna relacja, jest dialogiem, czymś dwustronnym, czymś, co się dzieli (…). Tego nie da się wyłowić”. Raths ze względu na swoje wcześniejsze doświadczenie zawodowe dużą uwagę poświęca wizualnej twórczości wytwórni, postrzegając ją jako integralną część muzyki. Okładki, opakowania, teledyski i strony internetowe są – jego zdaniem – szansą artysty na nadanie swojej muzycznej twórczości wizualnej tożsamości.
W lutym 2017 roku z okazji jubileuszu 10-lecia założenia wytwórni Raths w wywiadzie dla Crack Magazine wymienił 7 jej najważniejszych płyt z tego okresu:
- Aparatec – Vemeer (2007)
- Ólafur Arnalds – Eulogy for Evolution (2007)
- Nils Frahm – Felt (2011)
- Peter Broderick – Float 2013 (2013)
- Lubomyr Melnyk – Corollaries (2013)
- Douglas Dare – Whelm (2014)
- Kiasmos – Kiasmos (2014)

W tym samym roku wytwórnia przeniosła się z dotychczasowej siedziby w Fulham, do Sound Gallery przy Victoria Park Road we wschodnim Londynie, by oprócz nowych biur zbudować niestandardową przestrzeń na imprezy, występy i warsztaty muzyczne. 
21 kwietnia 2018 roku na zakończenie jubileuszowych obchodów Erased Tapes wydała kompilację 1+1=X, na której znalazła się muzyka wszystkich związanych z nią artystów, w tym Nilsa Frahma, Kiasmos i A Winged Victory for the Sullen.

## Nazwa i logo wytwórni
W wywiadzie dla magazynu Headphone Commute Raths wyjaśnił, skąd wzięła się nazwa wytwórni, Erased Tapes (pol. Skasowane Taśmy): kiedy był nastolatkiem, nagrał pewnego dnia w domu partię gitary kolegi. Po kilkunastu próbach z jego gitarą elektryczną, przekonał go, by zagrał ją na gitarze akustycznej, co ten zrealizował. Jednak następnego dnia po naciśnięciu złego przycisku taśma została przypadkowo skasowana, a partii gitarowej już nigdy nie udało się odtworzyć. W logo wytwórni widnieje szczyt górski.